# ビッグ・タイム
ビッグ・タイム（Big Time）は、トム・ウェイツが1988年に発表したライブ・アルバム。

## 解説
『フランクス・ワイルド・イヤーズ』（1987年）に伴うアメリカ・ツアーとヨーロッパ・ツアーからのライブ音源を収録。同名のドキュメンタリー映画も公開された。
収録曲のうち、「フォーリン・ダウン」のみロサンゼルスでスタジオ・レコーディングされた新曲で、リトル・フィートのメンバーが参加している。ツアー中の1987年、トムが1970年代に暮らしていたモーテル「トロピカーナ」が取り壊されたため、惜別の意味で本作に収録された。「ストレンジ・ウェザー」は、マリアンヌ・フェイスフルのアルバム『ストレンジ・ウェザー』（1987年）のために書き下ろした楽曲のセルフカヴァーで、トムのスタジオ・アルバムには未収録だった。

## 収録曲
特記なき楽曲はトム・ウェイツ作。
1. シックスティーン・シェルズ - "16 Shells from a 30.06" - 4:17
2. レッド・シューズ - "Red Shoes" - 4:20
3. アンダーグラウンド - "Underground" - 2:34
4. コールド・コールド・グラウンド - "Cold Cold Ground" - 3:26
5. ストレイト・トゥ・ザ・トップ - "Straight to the Top" (Tom Waits, Greg Cohen) - 2:48
6. 昨日が戻るまで - "Yesterday Is Here" (T. Waits, Kathleen Brennan) - 2:40
7. ダウン・イン・ザ・ホール - "Way Down in the Hole" - 4:43
8. フォーリン・ダウン - "Falling Down" - 4:15
9. ストレンジ・ウェザー - "Strange Weather" (T. Waits, K. Brennan) - 3:35
10. ビッグ・ブラック・マリア - "Big Black Mariah" - 2:59
11. レイン・ドッグ - "Rain Dogs" - 3:36
12. トレイン・ソング - "Train Song" - 4:30
13. イリノイ州ジョーンズバーグの町の歌 - "Johnsburg, Illinois" - 1:29
14. ルビーズ・アームズ - "Ruby's Arms" – 4:59
15. イスタンブールからの電話 - "Telephone Call from Istanbul" - 4:17
16. クラップ・ハンズ - "Clap Hands" - 4:57
17. ガン・ストリート・ガール - "Gun Street Girl" - 4:01
18. タイム - "Time" - 4:10

## 参加ミュージシャン
- トム・ウェイツ - ボーカル、ギター、ピアノ、オルガン
- マーク・リボー - ギター、バンジョー、トランペット
- ウィリー・シュワルツ - アコーディオン、ハモンドオルガン、シタール、コンガ
- グレッグ・コーエン - エレクトリックベース、バスターダ、アルト・ホルン
- マイケル・ブレア - ドラムス、パーカッション、ボンゴ、ブレイク・ドラムス
- ラルフ・カーネイ - サックス、クラリネット、バリトン・ホルン

「フォーリン・ダウン」のみ下記のミュージシャン参加
- フレッド・タケット - ギター
- ラリー・テイラー - ベース
- リッチー・ヘイワード - ドラムス

## カバー
- 「フォーリン・ダウン」は、ホリー・コール『Temptation』（1995年）、スカーレット・ヨハンソン『レイ・マイ・ヘッド』（2008年）といった、トム・ウェイツのトリビュート・アルバムで取り上げられた。